# Monumento al bocachico

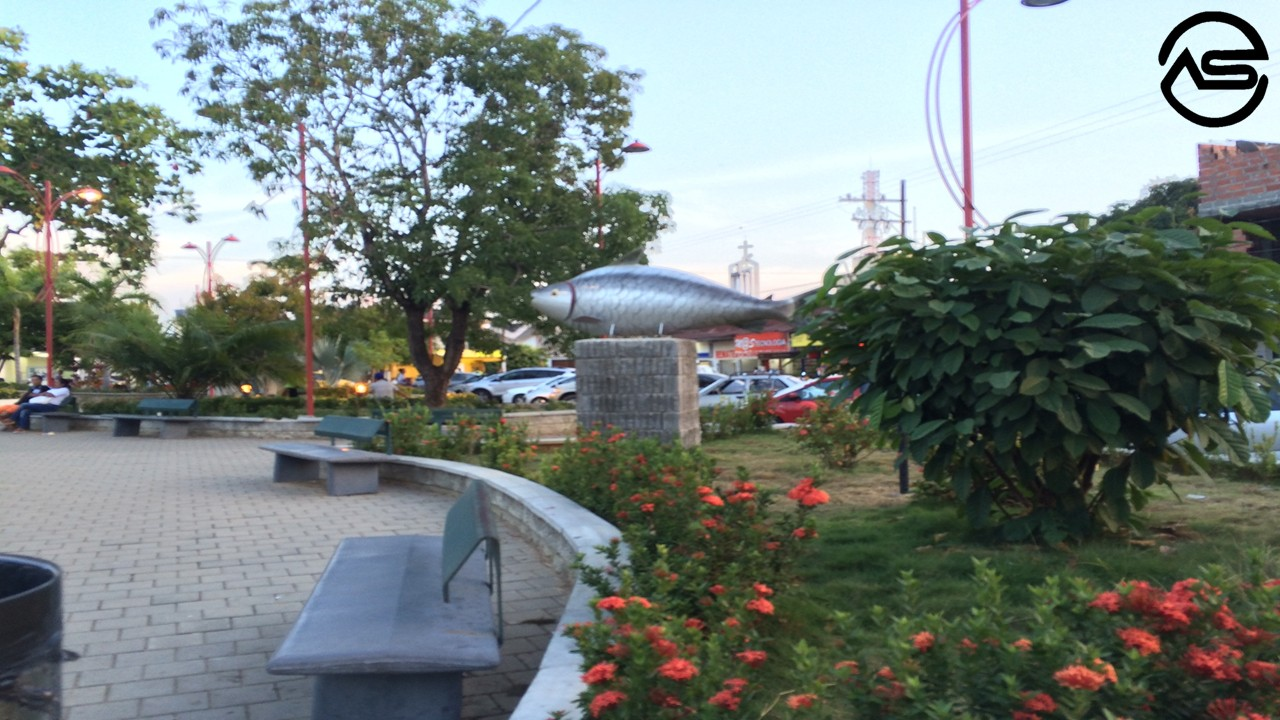
Monumento bocachico

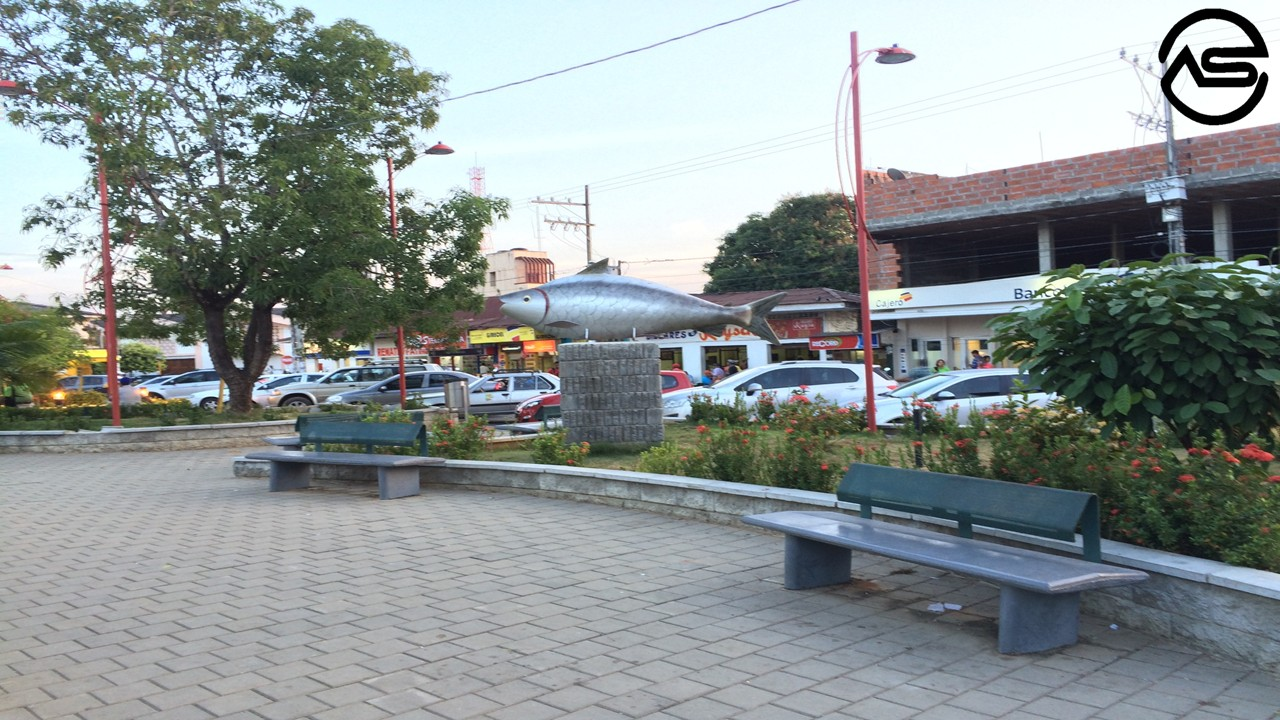
Monumento bocachico

MONUMENTO AL BOCACHICO Se encuentra ubicado en el Municipio de Montelíbano, Córdoba, Colombia. El monumento al Bocachico se erigió con el objetivo de fortalecer la identidad cultural, generar sentido de pertenencia y tener un icono significativo para los habitantes del Municipio, teniendo en cuenta además que el Bocachico Frito con Yuca es el Plato Típico de este Municipio ubicado en la rivera del Río San Jorge.

## Información general

### Motivación
La obra es también un llamado de atención a la población, en aras de la protección del Medio ambiente y en especial del bocachico, conscientes de que según estudios realizados, esta especie se encuentra en serio peligro de extinción.

### Los Gestores
El monumento es una donación realizada por el Abogado y concejal ARMANDO SIERRA HERNÁNDEZ y la FUNDACION MONTELIBANO ES MI TIERRA,  realizado por el soldador y Artista SERVIO ENRIQUE POLO MONTES, instalada el 29 de marzo de 2014 en la Plaza de la Santa Cruz del Municipio de Montelíbano.

### El Bocachico
El Prochilodus magdalenae, cuyo nombre vulgar es bocachico, es una especie de peces de la familia Prochilodontidae, en el orden de los Characiformes,  un pez de agua dulce, de costumbres migratorias, endémico de Colombia, en las cuencas de los ríos Magdalena y Cauca, Sinú, San Jorge, Atrato y río Ranchería en la Guajira.
Durante la temporada de aguas altas habita en las ciénagas, donde se alimenta de materia vegetal en descomposición y otros desechos.

## Importancia
El bocachico ha sido tradicionalmente el pez de mayor importancia económica en Colombia, muchos pescadores han dependido principalmente de él para su sustento, aunque los volúmenes de producción de bocachico al igual que otras especies de río han disminuido notoriamente.